# Епархия Хумы — Тибодо
Епархия Хумы — Тибодо (лат. Dioecesis Humensis-Thibodensis) — епархия Римско-Католической церкви с центром в городе Хума, штат Луизиана, США. Епархия Хумы — Тибодо входит в митрополию Нового Орлеана. Кафедральным собором епархии Хумы — Тибодо является Собор святого Франциска Сальского. В городе Тибодо находится сокафедральный Собор святого Иосифа.

## История
2 марта 1977 года Римский папа Павел VI издал буллу Quandoquidem, которой учредил епархию Хумы — Тибодо, выделив её из архиепархии Нового Орлеана.

## Ординарии епархии
- епископ Уоррен Луи Будро[англ.](02.03.1977 — 29.12.1992);
- епископ Чарльз Майкл Джаррелл[англ.] (29.12.1992 — 08.11.2002, назначен епископом Лафейетта);
- епископ Сэм Галлип Джейкобс[англ.] (01.08.2003 — 23.09.2013);
- епископ Шелтон Джозеф Фабр[англ.] (23.09.2013 — 08.02.2022 — назначен епископом Луисвилла);
- епископ Марио Эдуардо Дорсонвиль-Родригес[англ.] (29.04.2023 — 19.01.2024);
- епископ Саймон Питер Энгюрет[англ.] (5.06.2025 — по настоящее время).

## Источник
- Annuario Pontificio, Libreria Editrice Vaticana, Città del Vaticano, 2003, ISBN 88-209-7422-3
- Булла Quandoquidem, AAS 69 (1977), стр. 319  (лат.)